# دائرة بلايسانس
دائرة بلايسانس هي إحدى الدوائر السبع في الإدارة الشمالية في هايتي، يبلغ عدد سكانها 112 ألف نسمة في إحصائيات عام 2009، تتبعها بلديتان.